# Messier 41
Messier 41 (còn gọi là M41 hay NGC 2287) là cụm sao phân tán trong chòm sao Đại Khuyển. Giovanni Batista Hodierna khám phá ra nó trước năm 1654 và có lẽ Aristotle đã biết đến nó khoảng 325 BC. M41 nằm khoảng 4 độ về phía nam của Sirius. Nó chứa khoảng 100 ngôi sao bao gồm một số sao khổng lồ đỏ, ngôi sao khổng lồ sáng nhất với kiểu phổ K3 nằm gần trung tâm của cụm. Người ta ước lượng cụm sao này đang lùi ra xa với tốc độ 23,3 km/s. Đường kính của cụm vào khoảng từ 25 đến 26 năm ánh sáng. Ước lượng tuổi của cụm khoảng 190 đến 240 triệu năm.
Walter Scott Houston miêu tả M41 của nó qua kính thiên văn nhỏ như sau:

Nhiều người quan sát nói rằng họ nhìn thấy các sao trong M41 xếp thành những đường cong. Mặc dù có thể chúng không dễ thấy trên các hình ảnh, những đường cong này hiện rõ trên kính thiên văn phản xạ 10 inch của tôi, và nổi bật lên ở giữa cụm là ngôi sao đỏ sáng.